# Tibouchina amoena
Tibouchina amoena är en tvåhjärtbladig växtart som beskrevs av Theodor Carl Karl Julius Herzog. Tibouchina amoena ingår i släktet Tibouchina och familjen Melastomataceae. Inga underarter finns listade i Catalogue of Life.